# 安田善五郎
安田 善五郎（やすだ ぜんごろう、1886年〈明治19年〉6月26日 - 1963年〈昭和38年〉1月10日）は、日本の実業家。安田銀行頭取、京浜電気鉄道社長、安田生命保険社長、大垣共立銀行頭取、四国銀行頭取、肥後銀行頭取等を歴任した。長女光子の夫は戦後長らく健康保険組合連合会の会長を務めた安田彦四郎、三女・智恵子の夫は根津嘉一郎 (2代目)、四女・松江の夫は萩谷朴。

## 人物・経歴
安田善次郎の三男（善次郎49歳のときの子）。幼名は三郎彦。福島県立安積中学校（現福島県立安積高等学校）17期出身。後年、安積中学校から東京に進学した学生のため、父善次郎の言葉「積善の家に必ず余慶あり」からとった積善寮を牛込に開設し、学費の援助も行った。1919年安田銀行頭取に就任。
1921年京浜電気鉄道社長。同年に安田善次郎が死去すると、辞任した安田善四郎、安田善衛、安田善助の後を受け、安田善雄、安田善兵衛とともに保善社の理事に就任。温和な兄2代目安田善次郎と対照的に攻撃的な性格で、安田同族の中で大きな発言力を持ち、結城豊太郎専務理事（のちに解任）と対立した。
1923年の関東大震災時には、弟の安田善雄一家とともに住んでいた本所区本所横網（現墨田区横網）の安田家本邸で火災に遭い、一時は死を覚悟したが、たまたま見つけた船で難を逃れた。1926年安田生命保険社長。1935年大垣共立銀行頭取、四国銀行頭取。1936年安田信託社長、帝国製麻社長。同年からは安田一保善社総長の後見役も務めた。
1938年肥後銀行頭取。1942年尼崎築港取締役。太平洋戦争が始まると、1942年に安田保善社に常勤理事制を新設し、安田楠雄、安田彦四郎を常勤理事に就任させ、また自身も森広蔵とともに顧問に就任した。
戦後、安田信託社長のため、公職追放となる。1951年追放解除。

## 著書
- 『自白の記』安田善五郎 1951年